# 호토지마촌
호토지마촌(保戸島村)은 일본 오이타현 기타아마베군에 설치되었던 촌이다. 현재의 쓰쿠미시의 일부에 해당한다.